# Samoodniesienie

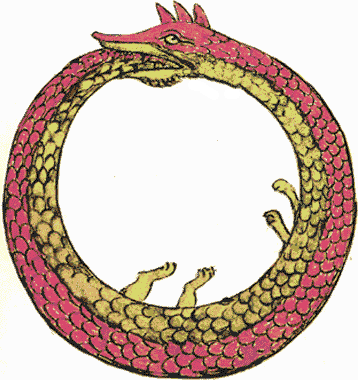
Starożytny smok Uroboros nieustannie pożera samego siebie, co jest odczytywane jako referencja do samego siebie.

Samoodniesienie, autoreferencja – koncepcja polegająca na odwoływaniu się do siebie lub własnych atrybutów, cech lub działań. Może występować w języku, logice, matematyce, filozofii i innych dziedzinach.
W językach naturalnych i formalnych samoodniesienie występuje, gdy zdanie, idea lub formuła odnosi się do samego siebie. Odniesienie może być wyrażone bezpośrednio, poprzez zdanie pośrednie lub formułę, lub za pomocą pewnego sformułowania.
W filozofii samoodniesienie odnosi się również do zdolności podmiotu do mówienia o sobie lub odwoływania się do siebie, czyli do wyrażania myśli za pomocą zaimka pierwszej osoby liczby pojedynczej mianownika „ja” w języku angielskim.
Samoodniesienie jest badane i znajduje zastosowanie w matematyce, filozofii, programowaniu komputerowym i lingwistyce. Zdania zawierające samoodniesienia są czasami paradoksalne i mogą być również uważane za rekurencyjne.